# Cantó de L'Argentièira

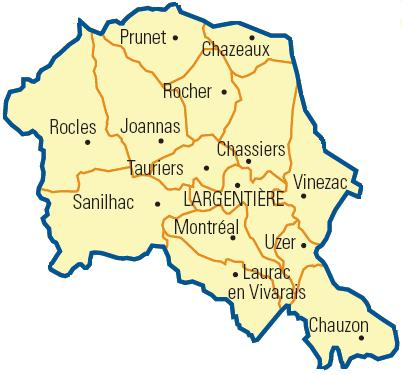
Comunes del cantó

El cantó de L'Argentièira és un cantó francès del departament de l'Ardecha, situat al districte de L'Argentièira. Té 14 municipis i el cap és L'Argentièira.

## Municipis
- Chassiers
- Chauzon
- Chazeaux
- Joannas
- L'Argentièira
- Laurac-en-Vivarais
- Montréal
- Prunet
- Rocher
- Rocles
- Sanilhac
- Tauriers
- Uzer
- Vinezac

## Història
| Data d'elecció                           | Identitat         | Partit          | Qualitat |
| ---------------------------------------- | ----------------- | --------------- | -------- |
| 1952-19..                                | M. Chabanel       | RI, després UDF |          |
| 19..-2001                                | André Monteil     | UDF             |          |
| 2001-                                    | Jean-Roger Durand | UDF, després NC |          |
| les dades anteriors no són pas conegudes |                   |                 |          |
|                                          |                   |                 |          |

| 1962  | 1968  | 1975  | 1982  | 1990  | 1999  | 2007  |
| ----- | ----- | ----- | ----- | ----- | ----- | ----- |
| 5.600 | 7.089 | 6.643 | 6.895 | 6.887 | 7.092 | 7.646 |